# Rishton
Rishton är en ort i distriktet Hyndburn i grevskapet Lancashire i England, i den centrala delen av Storbritannien, 290 km nordväst om huvudstaden London. Rishton ligger 137 meter över havet och antalet invånare är 7 514.
Terrängen runt Rishton är kuperad åt nordost, men åt sydväst är den platt.Runt Rishton är det tätbefolkat, med 947 invånare per kvadratkilometer. Närmaste större samhälle är Preston, 19,0 km väster om Rishton. Runt Rishton är det i huvudsak tätbebyggt.